# Megacrex inepta
Megacrex inepta là một loài chim trong họ Rallidae.
Loài này được tìm thấy ở Indonesia và Papua New Guinea. Môi trường sống tự nhiên của chúng là rừng nhiệt đới ẩm nhiệt đới hoặc cận nhiệt đới, rừng ngập mặn cận nhiệt đới hoặc nhiệt đới và đầm lầy nhiệt đới hoặc cận nhiệt đới. Loài này bị đe dọa do mất môi trường sống.